# 相良隆太
相良 隆太（さがら りゅうた、1998年12月26日 - ）は、日本のラグビーユニオン選手。ジャパンラグビーリーグワン・三菱重工相模原ダイナボアーズ所属。

## プロフィール
- 神奈川県出身。
- ポジションはフッカー(HO)。
- 身長 170 cm、体重 96 kg

## 略歴
1998年、神奈川県相模原市橋本出身。小学4年から八王子ラグビースクールでラグビーを始める。
桐蔭学園高校、立教大学を経て、2021年に三菱重工相模原ダイナボアーズ入団。
2024年5月、三菱重工相模原ダイナボアーズを退団。